# Chapelle Heuzebrocq
L'église Notre-Dame de La Chapelle-Heuzebrocq ou chapelle d'Heuzebroscq est un édifice catholique qui se dresse sur le territoire de l'ancienne commune française de La Chapelle-Heuzebrocq, dans le département de la Manche, en région Normandie
La chapelle est totalement protégée aux  monuments historiques.

## Localisation
La chapelle est située à La Chapelle-Heuzebrocq, ancienne commune réunie à Beuvrigny, dans le département français de la  Manche.

## Historique
En 1067, Hugo Broc prend possession d'une propriété où il édifie probablement une chapelle qui va prendre le nom de « Heuzebrocq », heuze signifiant en normand réserve de chasse. Le fief prit naissance au XIIe siècle avec Hugues de Farcy comme l'atteste la cuve baptismale à l'intérieur qui date de cette époque.
La chapelle est remaniée à la suite de la guerre de Cent Ans et les ouvertures vont être redessinées au XVIe siècle. Les poutres de la chapelle comportent des poinçons indiquant qu'elles datent de 1536 et elles sont ornées de belles moulures avec des inscriptions gothiques. Il subsiste trois fermes de la charpente de la nef présentant entraits et poinçons apparents et sculptés, signés et datés.
Lors de la Révolution française, la chapelle latérale sud est détruite et l'arcade bouchée. À partir de 1807, la commune de La Chapelle-Heuzebrocq lutte pour éviter la fusion avec le village voisin de Beuvrigny mais elle sera finalement absorbée par ordonnance royale le 29 janvier 1829. Le village va alors perdre de son importance restant un hameau dans le milieu rural et la chapelle va être abandonnée.
En 1980, la chapelle retrouve un toit et la restauration s'achève en 2002 avec la pose de nouveaux vitraux.
On y invoque saint Laurent pour les brûlures et le zona et saint Loup pour les peurs infantiles.

## Description
L'église présente une analogie certaine avec l'église de Saint-Symphorien-les-Buttes[réf. souhaitée]. La chapelle dont le sol est en terre battue, a sa nef couverte d'une charpente en bois, datée de 1536. La façade a été remaniée au XVIIIe siècle. Le clocher-peigne, avec sa cloche en bronze, est érigé en 1763 .

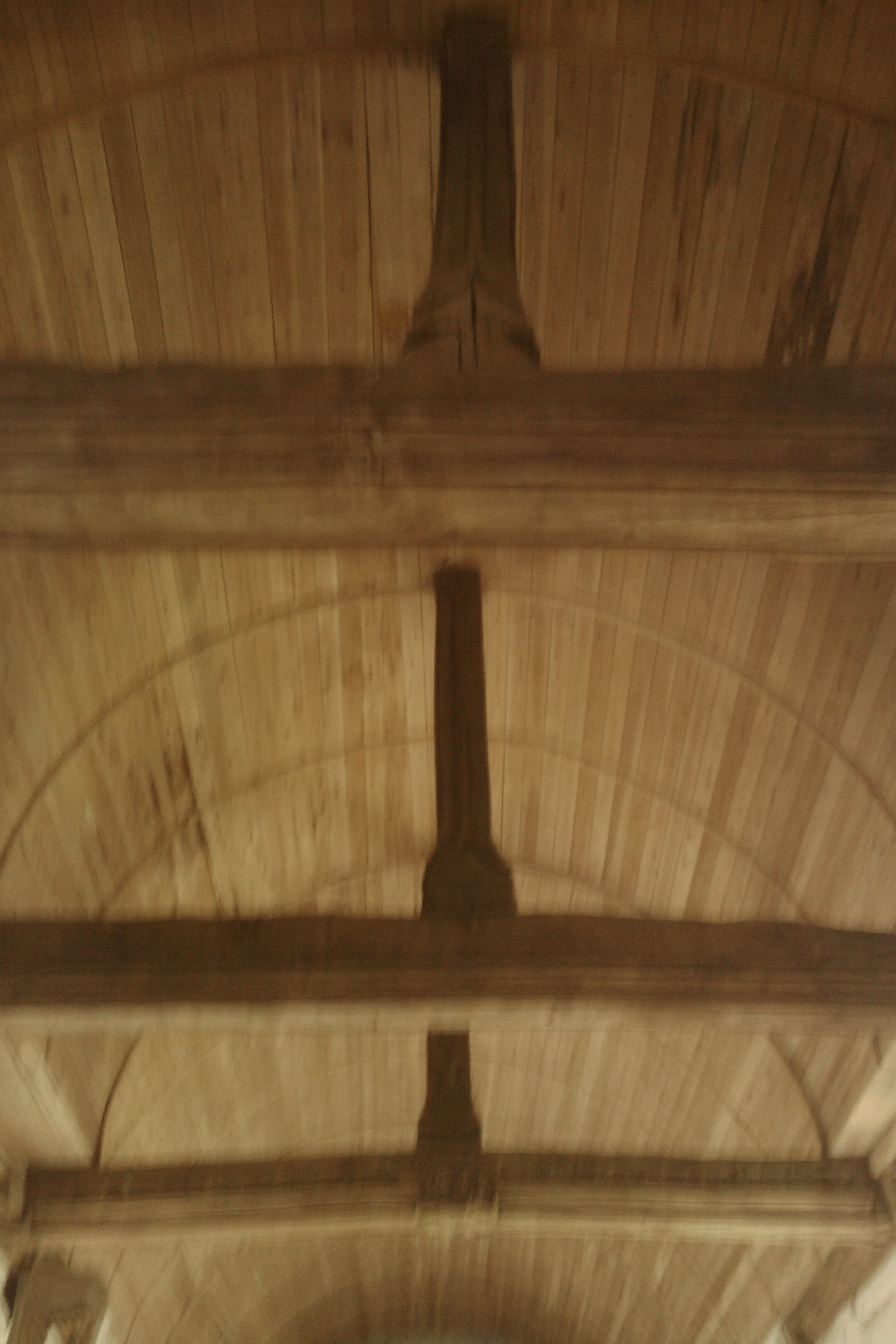
Les trois fermes.
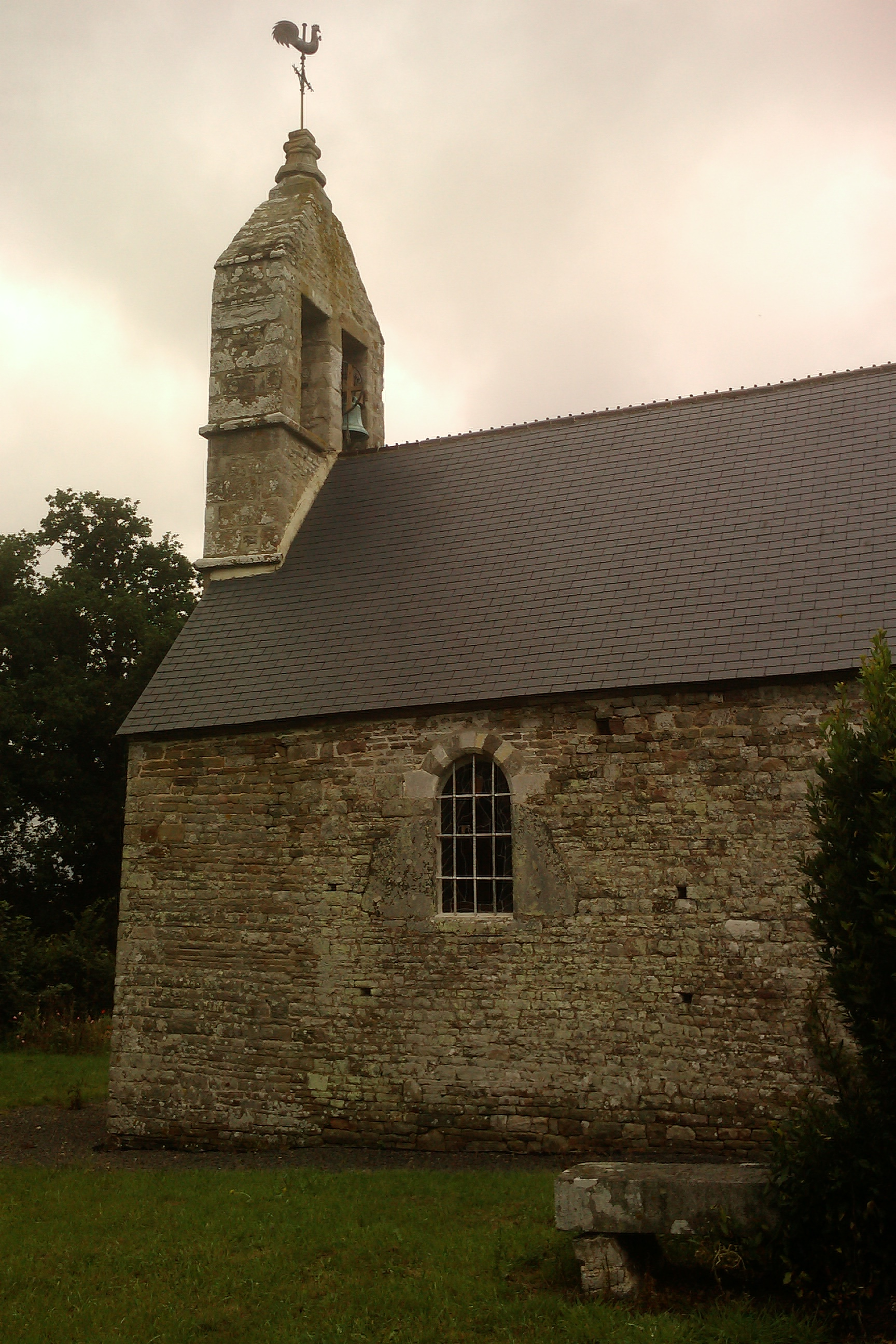
Clocher-peigne.
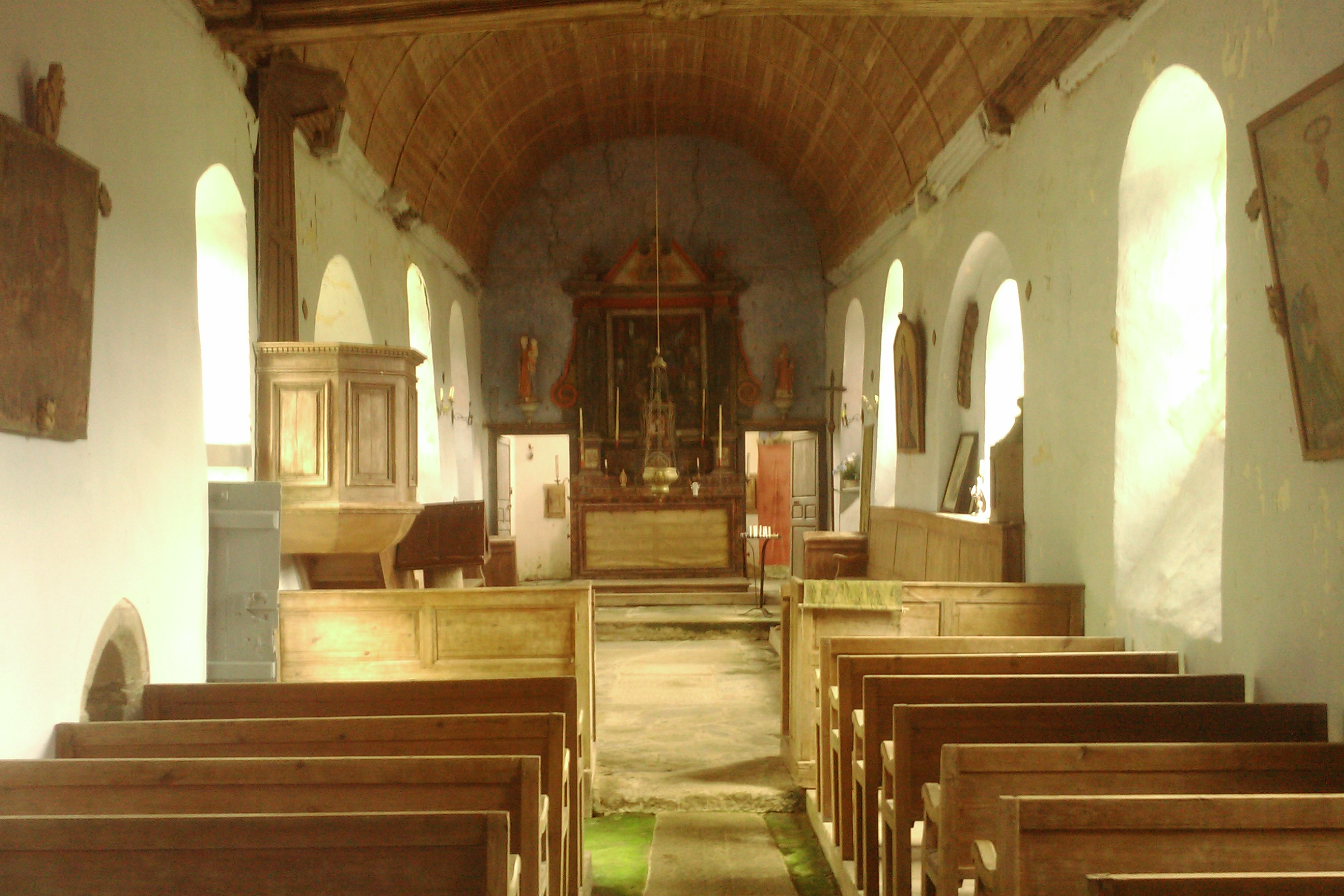
Nef.

## Protection aux monuments historiques
Au titre des monuments historiques : 
- les trois fermes de la charpente de la nef avec entraits et poinçons apparents et sculptés, signés et datés et les sablières des sept travées de la chapelle sont classées par arrêté du 27 février 1959 ;
- la chapelle en totalité, à l'exception des parties classées est inscrite par arrêté du 28 août 2003.

## Mobiliers
La chapelle abrite des œuvres classées au titre objet aux monuments historiques : une statue de saint Laurent tenant un gril, en bois polychrome limite du XVe – XVIe siècle classée le 30 mai 1958, un bas-reliefs aux Apôtres, fragments d'un retable aux Apôtres présentent des traces de polychromie. Il représente saint Jean l'Évangéliste, saint Thomas et saint Jacques le Mineur. Ce bas-relief, anciennement daté du milieu du XVe siècle, est de la même main que le retable de Rouxeville, et une cloche en bronze dite Marguerite, datant de 1714, classée le 30 janvier 1957. Elle porte l'inscription : 

« I'AI ESTE NOMMEE MARGUERITTE L'AN 1714 PAR Mssre CHARLES IEAN THEODOSE BVRON MARQUIS DE MOGES CHeer SEIGNEUR PATRON ET HAUT IUSTICIER DE ST GEORGES ET LA CHAPELLE ET AUTRES LIEUX ET PAR NOBLE DAME MARGUERITTE VACOR DE MORTEMER MARQUISE DE MOGES ET BVRON »

..
Des statues sont elles inscrite au titre objet : saint Loup terrassant un loup, statue en pierre polychrome datant du XVIe siècle et une Vierge à l'Enfant, du XVe siècle. Est également conservé un retable et un autel en bois polychrome, datant du XVIIIe siècle ainsi qu'une chaire en bois réalisée en 1735.

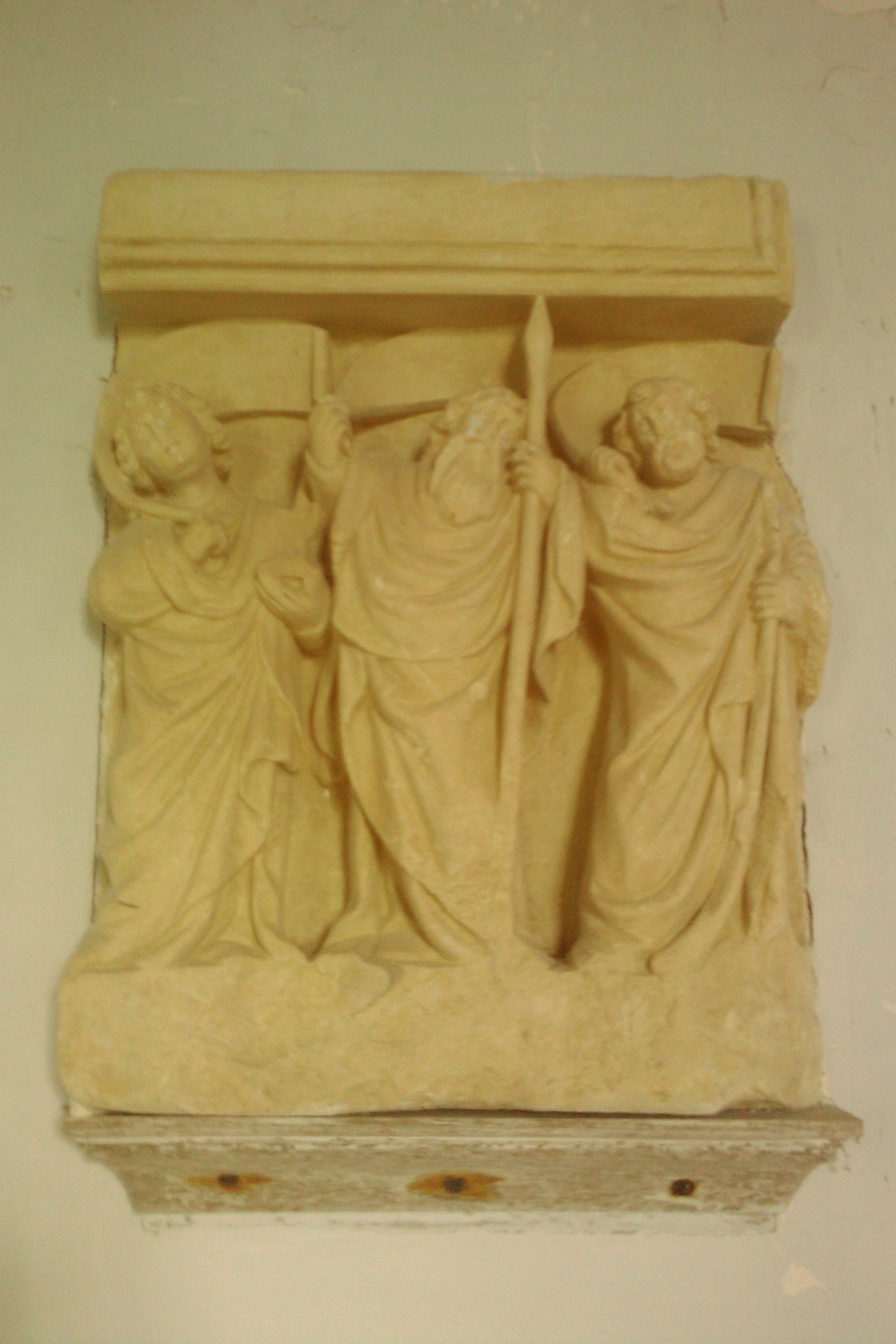
Bas-relief.
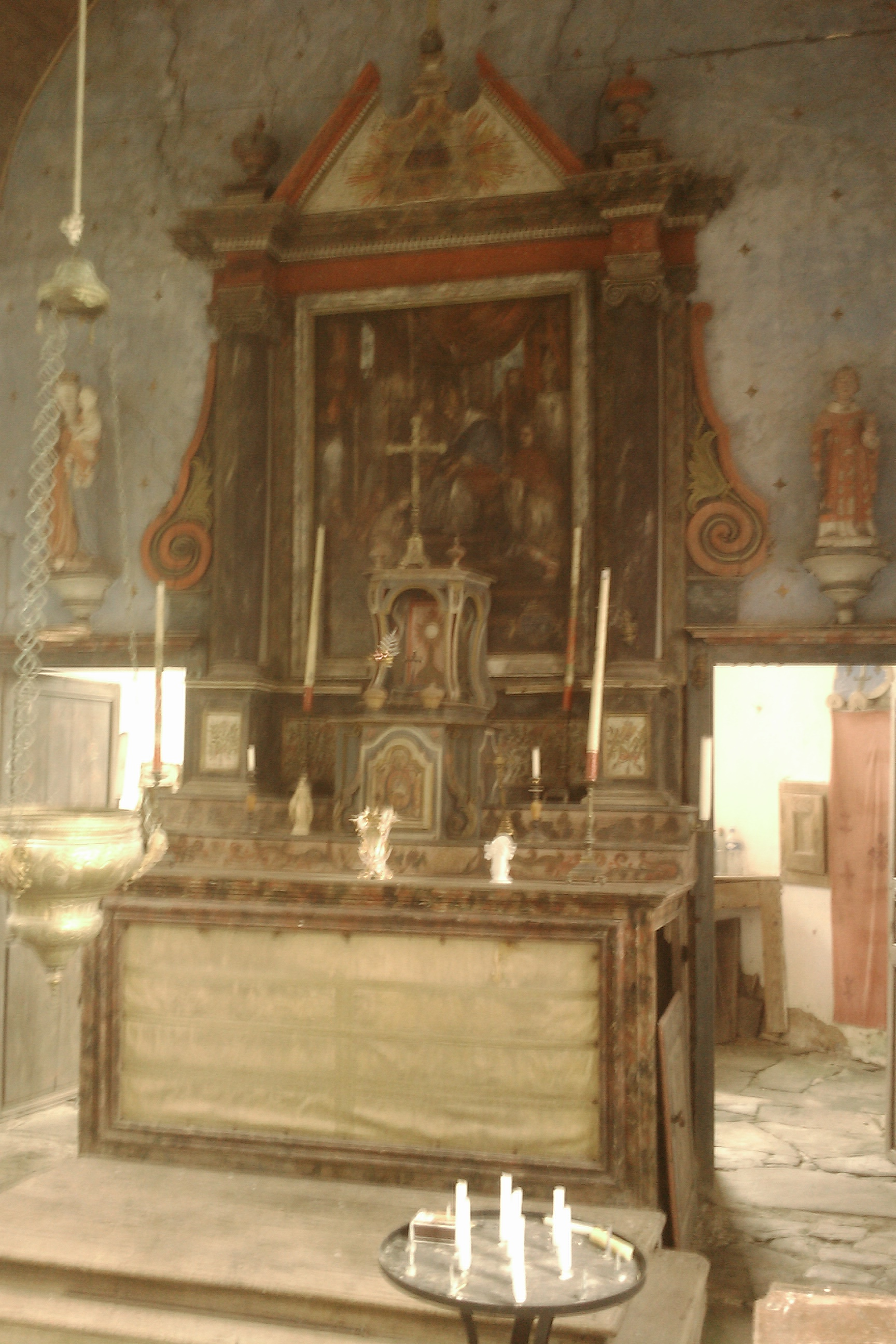
Autel.
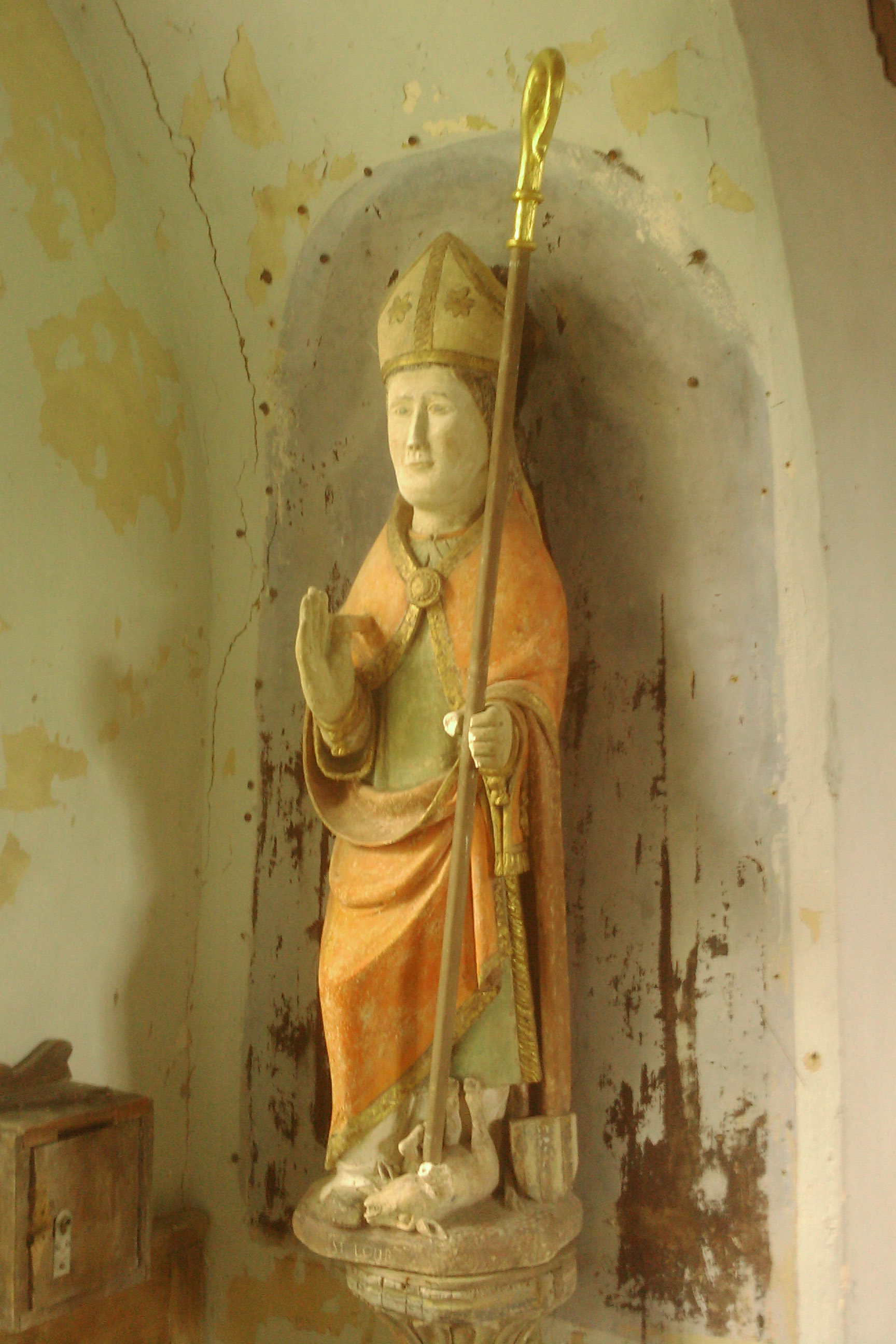
Statue de saint Loup.
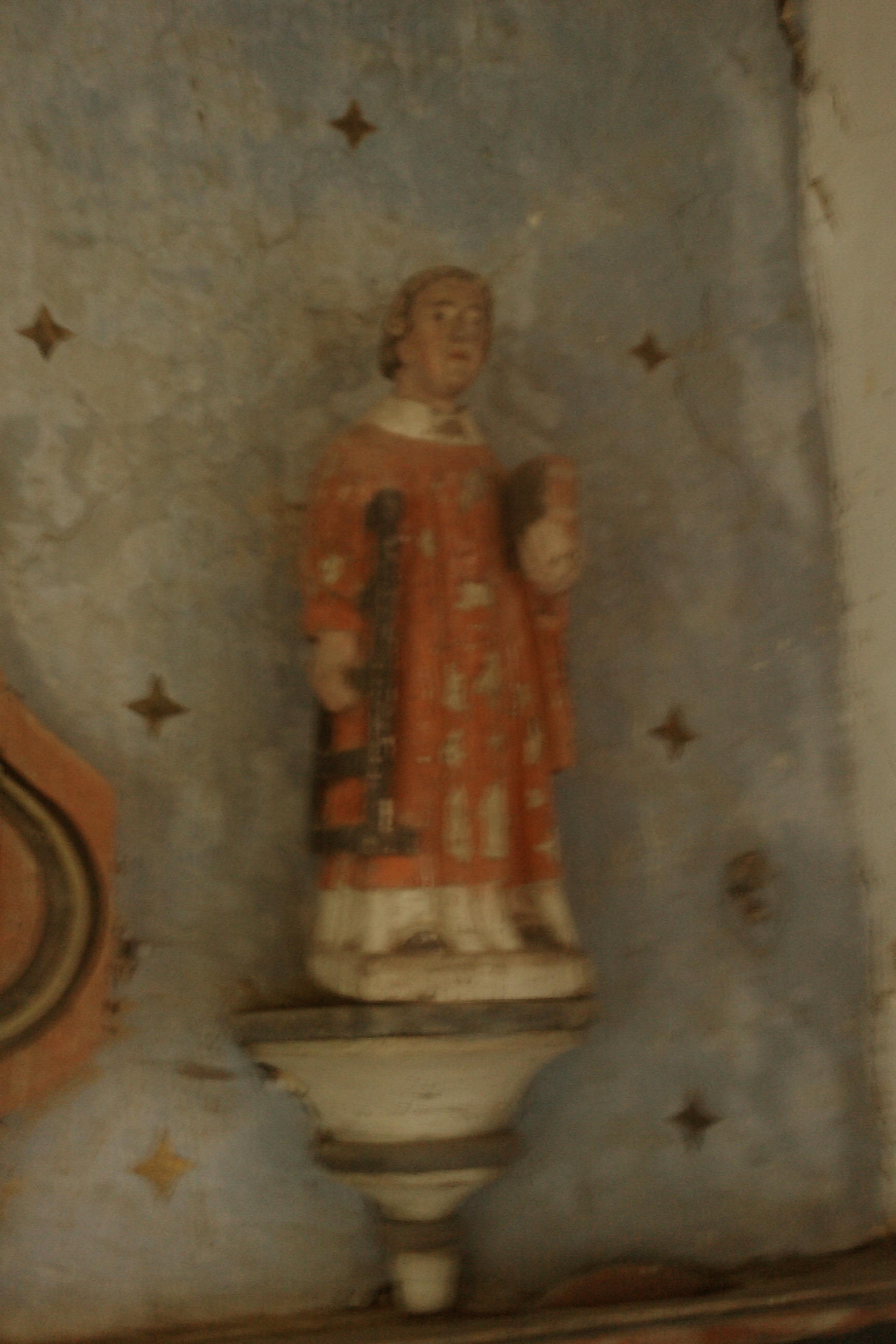
Statue de saint Laurent.